# Pspell
Pspell (Portable Spell Checker Interface Library) to program do sprawdzania pisowni. Jego zadaniem było dostarczenie podstawowego interfejsu dla systemowych bibliotek. Pspell jest oparty na licencji GNU LGPL, czasami jest używany w programowaniu, np. w C. Pspell nie został zaktualizowany od 2001, ale jego strona projektu jest wciąż dostępna. Został zastąpiony przez GNU Aspell.